# Аннополь
Анно́поль (пол. Annopol) — місто в східній Польщі, на річці Вісла.
Належить до Красьницького повіту Люблінського воєводства.

## Демографія
Демографічна структура станом на 31 березня 2011 року:
|          | Загалом | Допрацездатний вік | Працездатний вік | Постпрацездатний вік |
| -------- | ------- | ------------------ | ---------------- | -------------------- |
| Чоловіки | 1336    | 282                | 959              | 95                   |
| Жінки    | 1346    | 266                | 862              | 218                  |
| Разом    | 2682    | 548                | 1821             | 313                  |

## Особистості

### Народилися
- Станіслав Павел Яблоновський (1762—1822) — польський князь і політичний діяч.